# فطناسة (امطل)
فطناسة هي إحدى مشيخات المملكة المغربية، تتبع جغرافيا لإقليم سيدي بنور وإداريًا لامطل. يقدر عدد سكانها بـ 11484 نسمة حسب الإحصاء الرسمي للسكان والسكنى لسنة 2004.